# The Choirboys
The Choirboys angielski boysband, w skład którego wchodzą nastoletni chłopcy: Charles John "CJ" Porter-Thaw, Patrick Aspbury i Ben Inman. Porter-Thaw i Aspbury związani są z katedrą w Ely, natomiast Inman śpiewa w Southwell Minster. Grupa zyskała dużą popularność na całym świecie. The Choirboys śpiewało razem z takimi gwiazdami, jak Hayley Westenra. W swoim repertuarze posiadają zarówno utwory klasyczne jak i te z muzyki rozrywkowej (np. Tears in Heaven).
W 2007 roku w związku mutacją głosu członków zespołu całe trio zostało zastąpione. Nowymi członkami grupy zostali: Andrew Swait, William Dutton oraz Bill Goss.

## Pierwszy skład

### Patrick Aspbury
Pełne imię i nazwisko: Patrick James Aspbury
 
Urodzony: 9 czerwca 1993
 
Chór: Ely Cathedral Choir

Pochodzi z: Chelmsford

### Ben Inman
Pełne imię i nazwisko: Eskricke Francis Benedict Inman

Urodzony: 19 marca 1993
 
Chór: Southwell Minster Choir

Pochodzi z: Yorkshire

### Charles John (CJ) Porter-Thaw
Pełne imię i nazwisko: Charles John Hamish Porter-Thaw
 
Urodzony: 11 grudnia 1994
 
Chór: Ely Cathedral Choir

Pochodzi z: Sheffield

## Nowi członkowie (2007)
Pełne imię i nazwisko: Andrew Swait

Urodzony: 2 października 1994

Chór: Cheltenham College

Pochodzi z: Gloucestershire

### Will Dutton
Pełne imię i nazwisko: William Dutton

Urodzony: 20 stycznia 1995

Chór: Mark's Church, Harrogate

### Bill Goss
Pełne imię i nazwisko: Bill Goss

Urodzony: 11 grudnia 1994

Chór: St Olaves's School, York

## Dyskografia

### Albumy
- The Choirboys (2005)
- The Carols Album (2007)

### Single
- "Tears in Heaven"
- "Ave Maria"
- "Fairest Isle"